# Ядвіга Гамська-Лемпицька

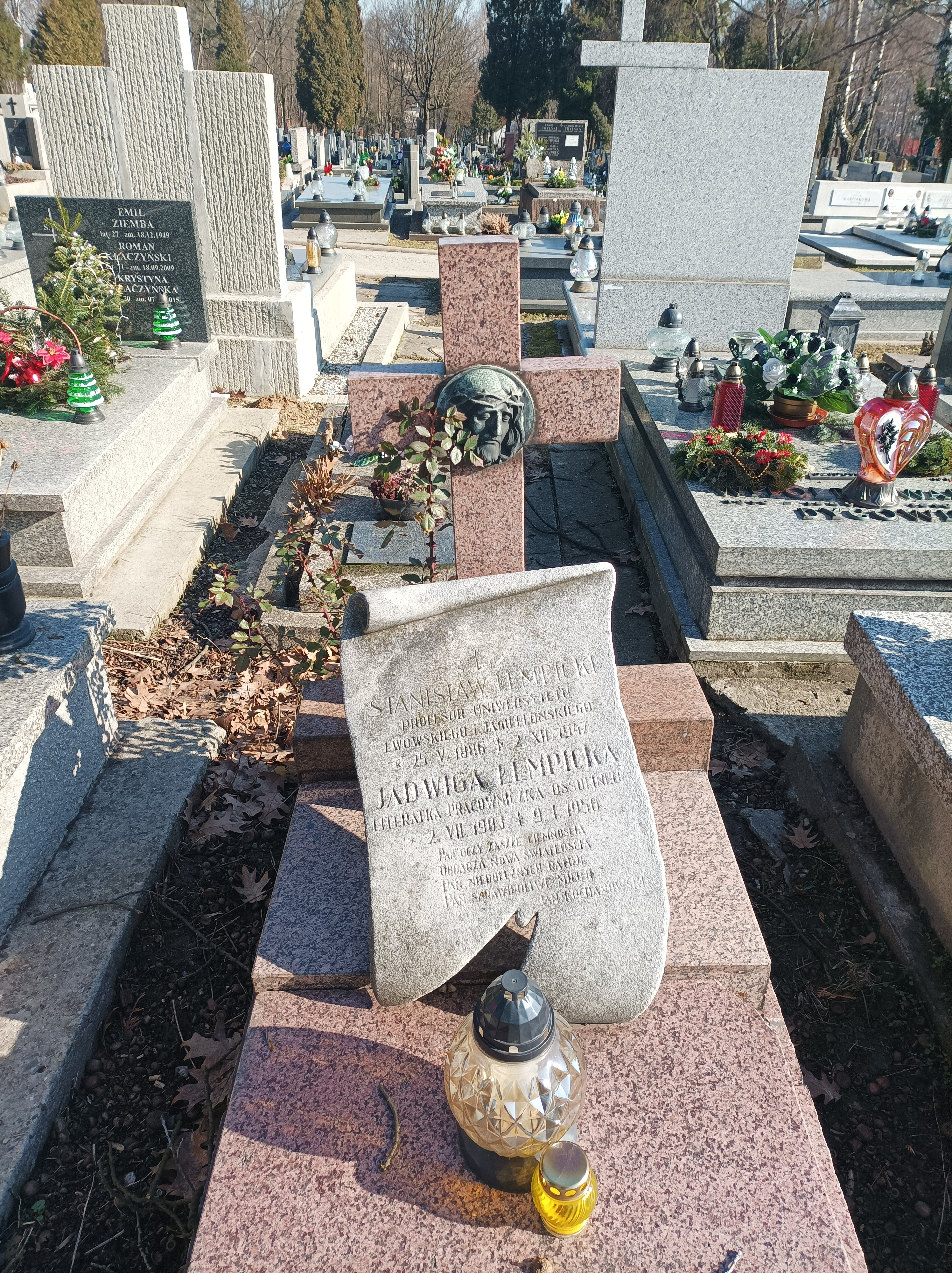
Могила подружжя Лемпицьких на Сальваторському цвинтарі

Ядві́га Га́мська-Лемпи́цька (пол. Jadwiga Gamska-Łempicka; * 2 липня 1903, Перемишль — † 9 січня 1956, Люблін) — польська поетеса, дружина польського вченого й письменника Станіслава Лемпицького.

## Біографічні дані
Ядвіга Гамська народилася 2 липня 1903 року в Перемишлі, в сім'ї Еміля Гамського, урядовця місцевого Закладу страхування, й Юзефи Ванди Гамської (до шлюбу Гжещук). У 1914 році пішла до місцевої приватної гімназії Анни Рахальської. Потім цей навчальний заклад перейменували на класичну гімназію імені Марії Конопніцької. Ще ученицею Ядвіга дебютувала віршами, опублікованими в тижневику «Ziemia Przemyska». Закінчивши гімназію в 1922 році, переїхала до Львова, де в університеті вивчала польську літературу й історію. 1927 року здобула диплом філолога, під керівництвом професора Юліуша Кляйнера написавши працю «Motyw śmierci w utworach średniowiecznych» / «Мотив смерті в середньовічних творах». Цього ж року вона видала свою першу поетичну збірку «Przechodniom» / «Прохожим». У 1927—1939 роках Ядвіга Гамська співпрацювала з львівською культурно-літературною пресою (переважно це «Gazeta Lwowska» i «Słowo Polskie»), в якій друкувала, крім своїх віршів, також рецензії на художні твори. Працювала бібліотекаркою в Польському шкільному музеї та в Бібліотеці Баворовських. У 1930 році одружилася зі Станіславом Лемпицьким, професора Львівського університету, відомого історика літератури, й разом з ним провадила науково-літературну рубрику Львівського радіо у 1931—1936 роках.

У тридцятих роках Гамська-Лемпицька видає наступні поетичні збірки «Między niebem a ziemią» / «Між небом і землею» (Львів, 1934) і «Okno na ogród» / «Вікно в сад» (Львів, 1938). Вони привернули увагу багатьох рецензентів, зокрема одного з чільних польських критиків — Кароля Віктора Заводзінського, який прихильно прокоментував том «Między niebem a ziemią», зауваживши великий поетичний талант авторки. Особливо ж похвалив «Okno na ogród». У поміщеній на шпальтах львівського видання «Wiadomości Literackie» рецензії він написав: 
В доробку поетеси важливе місце посідають також переклади, головно з німецької та латинської мов. 1934 року опубліковано її перекладну книжку — «Hymny średniowieczne», передслово до якої написав Юзеф Біркенмаєр.
Після початку Другої світової війни подружжя Лемпицьких залишалось у Львові. У нелегальній пресі публікувалися анонімні вірші Ядвіги Гамської-Лемпицької. В антології «Wiersze płomienne» / «Полум'яні вірші», яку уклала Стефанія Скварчинська й опублікувала 1943 року у фіктивному видавництві «Tłocznia Dr Apaka» / «Друкарня д-ра Апака», містяться також твори Тадеуша Голлендера, Єжи Гординського та Мирослава Жулавського. Наступну книжку — «Śpiew wojenny» / «Військовий спів» — редагували Скварчинська та Жулавський і видали 1944 року в підпільній друкарні «Tajne Lwowskie Drukarnie Wojskowe». Попри великий, як на ті часи, наклад — 1200 примірників, донині їх збереглося порівняно мало. Вірші Ядвіги Гамської-Лемпицької на військову тематику кілька разів передруковувало лондонське видання «Nowa Polska», яке редагував Антоній Слонімський.
У липні 1945 року Ядвіга Гамська-Лемпицька разом із чоловіком була примусово репатрійована й виїхала до Кракова. Короткий час працювала в керівництві Польської академії знання. З 1948 року вона працює в краківському відділі «Оссолінеуму» та в редакції видавництва «Biblioteka Narodowa», де приготувала до друку багато томів. Тридцять її перекладів поміщено у книжці «Wybór poezji Goethego» (Вроцлав, 1955), a також у томі «Niemiecka ballada romantyczna» (Вроцлав, 1963). Весь час Гамська-Лемпицька допомагала в науковій роботі своєму чоловікові, а після його смерті, що сталася в грудні 1947 року, приготувала видання його творів — «Wspomnienia ossolińskie», перекладну книжку «Heinrich Heine. Poezje wybrane», a також том «Renesans i humanizm w Polsce».
Роки війни й особисті пережиття залишили тривкий слід у психіці поетеси. Дедалі частіше повторялися настрої апатії й психічної депресії. Для творів останнього періоду життя характерним і прикметним стало всеохопне відчуття самотності. У листопаді 1955 року Ядвіга Гамська-Лемпицька приїхала до Перемишля й більшу частину часу свого перебування в цьому місті провела на цвинтарі. 9 січня 1956 року в Любліні вона, почуваючись нікому не потрібною, наклала на себе руки. Тіло поетеси перевезли до Кракова й поховали в чоловіковій могилі на Сальваторському цвинтарі.
Попри активну творчу роботу, Ядвіга Гамська-Лемпицька після Другої світової війни не видала жодної своєї книжки. Тільки після смерті поетеси, завдяки старанням її друзів, особливо ж професора Стефанії Скварчинської, у видавництві «Pax» вийшла книжка «Słowo dla ludzi» (Варшава, 1957). Твори Гамської-Лемпицької виходили в перемишльських видавництвах. Фундаментального значення набрала публікація Стефанії Костшевської-Кратохвілової, поміщена в першому томі видання «Z dziejów kultury i literatury ziemi przemyskiej» / «З історії культури і літератури перемишльської землі». Це найповніша збірка творів поетеси. Чимало віршів опубліковано тут уперше.
У тому ж виданні є також досі не знані спогади з дитячих років під назвою «Moje miasto» / «Моє місто». Написаний за часів німецької окупації у Львові, цей літературний щоденник був для авторки поверненням до юності в Перемишлі й слугував своєрідною втечею від понурої дійсності. Це також цінний поетичний опис міста і людей, що мешкали в ньому.
Ядвіга Гамська-Лемпицька не змогла повною мірою здійснити своїх видавничих намірів. Частина її поетичного доробку досі залишається в рукописах, які зберігаються у вроцлавській Бібліотеці «Оссолінеум».

## Твори

### Збірки поезії
- Przechodniom (Львів, 1927)
- Między niebem a ziemią (Львів, 1934)
- Okno na ogród (Львів, 1938)
- Słowo dla ludzi (Варшава, 1957)

### Твори в гуртових збірках
- Wiersze płomienne (Варшава, 1943), видавництво «Tłocznia Dr Apaka»
- Śpiew wojenny (Львів, 1944), підпільна друкарня «Tajne Lwowskie Drukarnie Wojskowe»
- Вірші у книжці Z dziejów kultury i literatury ziemi przemyskiej (1 том)
- Moje miasto — щоденник у книжці Z dziejów kultury i literatury ziemi przemyskiej (1 том)

### Перекладні твори
- Hymny średniowieczne (1934)
- Wybór poezji Goethego (Вроцлав, 1955)
- Niemiecka ballada romantyczna (Вроцлав, 1963)

## Зовнішні зв'язки
- Zdzisław Szeliga. «Jadwiga Gamska-Łempicka. Smutna poetka z Przemyśla». (Życie Przemyskie 1982 nr 8 s. 7)
- Piotr Grzegorczyk, Jadwiga Gamska-Łempicka 1903—1956, w: «Twórcy i badacze kultury zmarli w latach 1956—1967», Warszawa 1986, cz. 1, s. 24-26 [1]
- Bernardyna Banaś. WOKÓŁ BIOGRAFII J. GAMSKIEJ-ŁEMPICKIEJ. Cracovia Leopolis, 2013